# Caripeta seductaria
Caripeta seductaria är en fjärilsart som beskrevs av John Kern Strecker 1899. Caripeta seductaria ingår i släktet Caripeta och familjen mätare. Inga underarter finns listade i Catalogue of Life.